# Raymund Swertz

Raymund Swertz (Afferden (Limburg), 4 september 1988) is een Nederlandse carambolebiljarter. 
Hij is een all round speler die zich na nationale en Europese titels in de korte spelsoorten meer is gaan focussen op het driebanden en de vijfkamp. 
Hij geeft biljartles en -demonstraties en heeft een eigen bedrijf in biljartartikelen. 

## Titels

### Internationale titels
- Europees kampioen Tweekamp Jeugd (3x): 2006-2007; 2007-2008; 2008-2009
- Europees kampioen Ankerkader 47/2 (3x): 2012-2013; 2021-2022; 2023-2024
- Europees kampioen Ankerkader 71/2 (4x): 2012-2013; 2014-2015; 2018-2019; 2023-2024

### Nationale titels Ereklasse
- Nederlands kampioen Libre (2x): 2011-2012; 2013-2014
- Nederlands kampioen Ankerkader 47/2 (7x): 2009-2010; 2012-2013; 2015-2016; 2016-2017; 2019-2020; 2023-2024; 2024-2025
- Nederlands kampioen Ankerkader 71/2 (7x): 2012-2013; 2015-2016; 2016-2017; 2017-2018; 2022-2023; 2023-2024; 2024-2025
- Nederlands kampioen Bandstoten (2x): 2016-2017; 2024-2025
- Nederlands kampioen Vijfkamp (2x): 2018; 2022

### Overige nationale titels
- Nederlands kampioen Libre Klein Vierde klasse jeugd 2000-2001 (moy. 2,20)
- Nederlands kampioen Libre Groot junioren 2005-2006 (moy. 51,48); 2007-2008 (125,00); 2008-2009 (57,69)
- Nederlands kampioen Ankerkader 47/2 junioren 2007-2008 (moy. 38,16); 2008-2009 (57,69)
- Nederlands kampioen Driebanden Klein junioren 2009-2010 (moy. 1,260)

## Deelname aan internationale kampioenschappen
| INTERNATIONALE DEELNAME RAYMUND SWERTZ | INTERNATIONALE DEELNAME RAYMUND SWERTZ | INTERNATIONALE DEELNAME RAYMUND SWERTZ | INTERNATIONALE DEELNAME RAYMUND SWERTZ | INTERNATIONALE DEELNAME RAYMUND SWERTZ | INTERNATIONALE DEELNAME RAYMUND SWERTZ | INTERNATIONALE DEELNAME RAYMUND SWERTZ | INTERNATIONALE DEELNAME RAYMUND SWERTZ | INTERNATIONALE DEELNAME RAYMUND SWERTZ | INTERNATIONALE DEELNAME RAYMUND SWERTZ |
| Nr.                                    | Kampioenschap                          | Plaats                                 | Rang                                   | Alg. gem.                              | Nr.                                    | Kampioenschap                          | Plaats                                 | Rang                                   | Alg. gem.                              |
| -------------------------------------- | -------------------------------------- | -------------------------------------- | -------------------------------------- | -------------------------------------- | -------------------------------------- | -------------------------------------- | -------------------------------------- | -------------------------------------- | -------------------------------------- |
| 01.                                    | EK Libre Cadetten 2004-2005            | Soissons                               |                                        | 18,40                                  | 02.                                    | EK Ankerkader 47/2 Junioren 2004-2005  | Brno                                   |                                        | 16,31                                  |
| 03.                                    | EK Libre Cadetten 2005-2006            | Hoogeveen                              |                                        | 95,60                                  | 04.                                    | EK Libre Junioren 2005-2006            | Brugge                                 |                                        | 32,49                                  |
| 05.                                    | EK Ankerkader 47/2 2005-2006           | Delden                                 | 26e                                    | 23,02                                  | 06.                                    | EK Ankerkader 47/2 Junioren 2005-2006  | Krefeld                                | 6e                                     | 17,53                                  |
| 07.                                    | EK Ankerkader 47/2 2006-2007           | Herten-Krefeld                         | 33e                                    | 14,05                                  | 08.                                    | EK Tweekamp Junioren 2006-2007         | Afferden (L)                           |                                        | 168,31 Prop.                           |
| 09.                                    | EK Ankerkader 71/2 2007-2008           | Domburg                                | 17e                                    | 24,50                                  | 10.                                    | EK Ankerkader 47/2 2007-2008           | Athene                                 | 13e                                    | 74,85                                  |
| 11.                                    | EK Tweekamp Junioren 2007-2008         | Athene                                 |                                        | 175,78 Prop.                           | 12.                                    | EK Bandstoten 2007-2008                | Carvin                                 | 44e                                    | 3,04                                   |
| 13.                                    | EK Bandstoten 2008-2009                | Wijchen                                | 22e                                    | 6,31                                   | 14.                                    | EK Tweekamp Junioren 2008-2009         | Rezé                                   |                                        | 182,69 Prop.                           |
| 15.                                    | EK Ankerkader 47/2 2008-2009           | Athene                                 | 22e                                    | 29,73                                  | 16.                                    | EK Ankerkader 71/2 2009-2010           | Herten-Krefeld                         | 17e                                    | 22,77                                  |
| 17.                                    | EK Ankerkader 47/2 2009-2010           | Ronchin                                | 27e                                    | 28,93                                  | 18.                                    | EK Tweekamp Junioren 2009-2010         | Afferden (L)                           |                                        | 225,00 Prop.                           |
| 19.                                    | EK Bandstoten 2009-2010                | Llinars del Vallès                     | 11e                                    | 7,98                                   | 20.                                    | HIC 2010 [Nederland /AK 47/2]          | Brno                                   |                                        | 37,73                                  |
| 21.                                    | EK Ankerkader 47/2 2012-2013           | Brandenburg / Havel                    |                                        | 46,30                                  | 22.                                    | EK Ankerkader 71/2 2012-2013           | Brandenburg / Havel                    |                                        | 40,00                                  |
| 23.                                    | Euro Grand-Prix bandstoten 2014        | Hoogeveen                              | 13e                                    | 7,81                                   | 24.                                    | EK Bandstoten 2014-2015                | Brandenburg / Havel                    | 21e                                    | 3,74                                   |
| 25.                                    | EK Ankerkader 47/2 2014-2015           | Brandenburg / Havel                    | 10e                                    | 50,00                                  | 26.                                    | EK Ankerkader 71/2 2014-2015           | Brandenburg / Havel                    |                                        | 40,91                                  |
| 27.                                    | EK Bandstoten 2016-2017                | Brandenburg / Havel                    |                                        | 10,13                                  | 28.                                    | EK Ankerkader 71/2 2016-2017           | Brandenburg / Havel                    | 9e                                     | 33,33                                  |
| 29.                                    | WB Driebanden 2018                     | Blankenberge                           | 89e                                    | 1,143                                  | 30.                                    | EK Bandstoten 2018-2019                | Brandenburg / Havel                    | 13e                                    | 6,00                                   |
| 31.                                    | EK Ankerkader 47/2 2018-2019           | Brandenburg / Havel                    |                                        | 50,31                                  | 32.                                    | EK Ankerkader 71/2 2018-2019           | Brandenburg / Havel                    |                                        | 50,00                                  |
| 33.                                    | WB Driebanden 2019                     | Veghel                                 | ?e                                     | ?                                      |                                        |                                        |                                        |                                        |                                        |
|                                        |                                        |                                        |                                        |                                        |                                        |                                        |                                        |                                        |                                        |